# Phare de Staten Island
Le phare de Staten Island (en anglais : Staten Island Light) officiellement Staten Island Range Light, est un phare feu directionnel, fonctionnant conjointement avec le phare de West Bank, dans l'Ambrose Channel (en) de la baie de New York, dans l'arrondissement de Staten Island (New York City-État de New York).
Il est inscrit au Registre national des lieux historiques depuis le 30 novembre 2005 sous le n° 05001340  et déclaré National Historic Landmark en 1968.

## Histoire
Construit en 1912, le phare de Staten Island se trouve à plus de cinq miles au nord-ouest du phare de West Bank, sur la colline de Richmond Hill à Staten Island. C'est l'un des derniers phares construits en brique aux États-Unis. Il est toujours équipé d'une lentille de Fresnel de second ordre.
La tour est restée la propriété de l'United States Coast Guard qui en a confié l'entretien au National Lighthouse Museum.

## Description
Le phare  est une tour octogonale en brique à claire-voie, avec galerie et lanterne de 27 m de haut. La tour est jaune et la lanterne est noire. La maison de gardien est maintenant une résidence privée.
Son feu directionnel émet, à une hauteur focale de 70 m, un feu fixe blanc, 24 heures sur 24. Sa portée est de 18 milles nautiques (environ 33 km).
Identifiant : ARLHS : USA-809 ; USCG : 1-34795 - Admiralty : J1082 .

### Lien connexe
- Liste des phares de l'État de New York